# Ludwig Freiherr von Stein zu Lausnitz
Ludwig Freiherr von Stein zu Lausnitz (* 3. März 1868 in Darmstadt; † 7. Oktober 1934 in Hamburg) war ein deutscher Offizier und Forschungsreisender.

## Schule und Militärdienst
Stein stammte aus der Familie Stein zu Lausnitz und besuchte das Gymnasium in Darmstadt, Hildburghausen, Magdeburg und Laubach und trat im März 1888 in das 3. Großherzoglich hessische Infanterie-Regiment (Leibregiment) Nr. 117 in Mainz ein. 1888 wurde er Fähnrich, 1889 Sekondeleutnant. Im Dezember 1894 schied er aus der Armee aus und wurde als Kompanieoffizier der kaiserlichen Schutztruppe für Kamerun zugeteilt. 1897 wurde er zum Premierleutnant, 1904 zum Hauptmann befördert. 1910 schied er aus dem aktiven Militärdienst aus.

## In Kamerun
Stein war einer der ersten deutschen Offiziere in Kamerun. 1895 bis 1898 nahm er an mehreren militärischen Expeditionen gegen die indigenen Gesellschaften im Südwesten der Kolonie (Bakoko, Bane, Bulu) teil. 1897/98 war zeitweilig Leiter des Bezirks Lolodorf. Im September 1899 wurde er zur Verwendung beim Auswärtigen Amt à la suite gestellt und zum Leiter des Sanga-Ngoko-Bezirks in Südostkamerun ernannt. Während seiner dortigen Tätigkeit unternahm er ausgedehnte Expeditionen durch das Bezirksgebiet, bei denen er wertvolle Daten über Geographie, Bevölkerung, Flora und Fauna des Landes sammelte. Im April 1901 gründete er den Posten Jukaduma (heute: Yokadouma). Nach der gewaltsamen Unterwerfung der dort ansässigen Kunabembe (1903) kehrte er zur Küste zurück und erschloss damit erstmals eine Landverbindung zwischen der Küste und dem bis dahin nur über den Kongo erreichbaren Sanga-Ngoko-Gebiet.
Im Rahmen seiner weiteren Tätigkeit war Stein mit der Erforschung der Schiffbarkeit des Njong und mit der Anfertigung von kartographischen Aufnahmen betraut. Im Mai 1905 war er an der Niederwerfung der Makaa beteiligt und richtete in deren Siedlungsgebiet den Posten Abongmbang ein.
1907 bis 1909 war er in der Region zwischen Edea, Jaunde und Jabassi tätig. Nach seiner Verabschiedung (1910) zog er sich auf seine Pflanzung in Atok zurück. 1913 wurde er als Leiter einer geographisch-wirtschaftlichen Expedition am unteren Sanga in Neukamerun noch einmal für amtliche Aufgaben herangezogen. Im Ersten Weltkrieg war er Leiter des Kriegsgefangenenlagers Ayoshöhe. Er verließ Kamerun mit dem Hauptteil der Schutztruppe im Februar 1916 und wurde in Spanien interniert.
Ludwig Freiherr von Stein hat ganz wesentlich zur „Pazifizierung“, aber auch zur Erforschung Südostkameruns beigetragen. Seine im Deutschen Kolonialblatt und anderen Organen veröffentlichten Berichte und Beiträge gehören zu den ausführlichsten zeitgenössischen Nachrichten über die Region und sind bis heute eine maßgebliche Quelle für Geschichte und Ethnohistorie Südostkameruns. Er lieferte zudem eine Vielzahl an Objekten aus Kamerun an das Berliner Völkerkundemuseum.

## Weiterer Werdegang
Nach dem Ersten Weltkrieg war er als Schriftsteller tätig. 1929 siedelte er auf die Kanarischen Inseln über.

## Sonstiges
Ludwig Freiherr vom Stein war Ehrenritter des Johanniterordens und Träger des Ritterkreuzes der französischen Ehrenlegion (1910).

## Eigene Veröffentlichungen
- Von der Station Mpim. In: Deutsches Kolonialblatt. Band 7, 1896, S. 444–446
- Ueber den Ossa-(Lungasi-)See, Kamerungebiet. In: Mitteilungen von Forschungsreisenden und Gelehrten aus den deutschen Schutzgebieten. Band 10, 1897, S. 155–164
- Ueber die geographischen Verhältnisse des Bezirkes Lolodorf. In: Mitteilungen von Forschungsreisenden und Gelehrten aus den deutschen Schutzgebieten. Band 12, 1899, S. 119–140 siehe auch http://edocs.ub.uni-frankfurt.de/volltexte/2008/9925/
- Ueber das südliche Bakoko-Gebiet. In: Mitteilungen von Forschungsreisenden und Gelehrten aus den deutschen Schutzgebieten. Band 12, 1899, S. 141–142, siehe auch http://edocs.ub.uni-frankfurt.de/volltexte/2008/9895/
- Forschungsexpedition im südöstlichen Kamerun. In: Deutsches Kolonialblatt. Band 12, 1901, S. 183–186
- Die Ndsimu-Landschaften. In: Deutsches Kolonialblatt. Band 12, 1901, S. 358–360
- Eine große Verkehrsstraße von Duala nach der Ostgrenze Kameruns. In: Deutsches Kolonialblatt. Band 19, 1908, S. 999–1004